# أندريه دو شيلدز
اندريه دو شيلدز (بالإنجليزية: André De Shields)‏ (و. 1946 – م) هو ممثل، ومخرج مسرحي، ومغن، ومصمم رقص، وممثل مسرحي، وممثل تلفزيوني من الولايات المتحدة الأمريكية . ولد في بالتيمور، ماريلاند .

## التعليم
تعلم في جامعة ويسكونسن-ماديسون، وجامعة نيويورك

## جوائز
حصل على جوائز منها:
- جائزة إيمي.

## روابط خارجية
- اندريه دو شيلدز على موقع IMDb (الإنجليزية)
- اندريه دو شيلدز على موقع قاعدة بيانات الأفلام العربية
- اندريه دو شيلدز على موقع ألو سيني (الفرنسية)
- اندريه دو شيلدز على موقع ميوزك برينز (الإنجليزية)
- اندريه دو شيلدز على موقع أول موفي (الإنجليزية)
- اندريه دو شيلدز على موقع أول موفي (الإنجليزية)
- اندريه دو شيلدز على موقع قاعدة بيانات برودواي على الإنترنت (الإنجليزية)
- اندريه دو شيلدز على موقع قاعدة بيانات الأفلام السويدية (السويدية)
- اندريه دو شيلدز على موقع قاعدة بيانات الفيلم (الإنجليزية)
- اندريه دو شيلدز على موقع كينوبويسك (الروسية)